# Сакки, Арриго
Арриго Сакки (итал. Arrigo Sacchi; род. 1 апреля 1946, Фузиньяно, Эмилия-Романья) — итальянский футбольный тренер. В начале 2017 года УЕФА включила его в список десяти величайших тренеров европейского футбола с момента основания организации в 1954 году.

## Биография
Арриго Сакки родился 1 апреля 1946 года в деревне Фузиньяно в семье торговца обувью Аугусто Сакки и его супруги Лючии Монтанари. Семья была не из состоятельных. Отец держал сапожную мастерскую и обувную лавку при ней.  Он  обучал сына своему ремеслу,рассчитывая,что он пойдет по  стопам родителя, но Сакки,который с детства обожал футбол и страстно болел за «Интер»,  мечтал о футбольной карьере. В возрасте семи лет Сакки играл со взрослыми, но при таком малом возрасте разрабатывал серьёзные для своего возраста игровые тактики. Когда Сакки было только восемь лет, он, вместе со своей матерью, пошёл на пляж. Пока мать отдыхала, Сакки пропал, мать оббегала весь пляж в поисках сына, пока не нашла его в компании подростков, обсуждающих футбольные матчи и тактику команд. В 9 лет он опять потерялся, и был обнаружен в баре, смотрящим игру сборной Уругвая на столе, потому что со стула ему было плохо видно.
Сакки играл в любительских клубах, но быстро понял, что хорошим футболистом ему никогда не стать. Когда он объявил своё решение отказаться от игровой карьеры, отец сказал ему: «Слава Богу, поумнел». На это Сакки сразу же ответил: «Теперь я хочу стать тренером!» На это его сподвиг его лучший друг Альфредо Беллетти. Несмотря на этом заявление, Сакки пошёл учиться на бухгалтера, чтобы помогать отцовскому бизнесу, пострадавшему от болезни Аугусто. После получения бухгалтерского образования, Сакки стал работать на предприятии отца, которое постепенно развивалось, а сам Аугусто много путешествовал по Европе, занимаясь продвижением и распространением своего товара. Однако сам молодой человек по-прежнему мечтал о карьере тренера, потому где бы семья не останавливалась, он посещал футбольные матчи. Сакки откладывал деньги на то, чтобы когда была возможность, он всегда мог пойти на футбол, его отец вспоминал: «Помню, однажды мы прибыли в Монако на ярмарку, но этот сорванец первым делом сорвался смотреть матч „Монако“ — „Бавария!“» В фирме отца Арриго Сакки проработал семь лет.

### Начало тренерской карьеры
Свою тренерскую карьеру Сакки начал в 1972 году в клубе родной деревни «Фузиньяно», с которой он победил в любительских соревнованиях, вследствие чего его позвали в другой любительский клуб «Альфонсине». После предложения супруга Сакки даже в сердцах сказала: «Мамма миа, зачем я связалась с человеком, который отказывается от стабильных двухсот тысяч лир в месяц на отцовской фабрике ради непонятно чего?!». Сам Сакки заявил: «Я понял, что живу только раз и хочу заниматься тем, что мне нравится больше всего».
В 1977 году Сакки впервые начал работать в крупном клубе, возглавив молодёжную команду «Чезены». Через год Сакки пошёл в высшую школу тренеров Италии в городе Коверчано и блестяще закончил её, вместе с другим известным тренером Зденеком Земаном. Он даже вместе с ним ездил на матчи победного для Италии чемпионата мира 1982 года. В «Чезене» именно Сакки воспитал будущего голкипера «Милана» Росси. В том же 1982-м, Сакки принял предложение клуба серии С1 «Римини». Сакки поставили чёткую цель, выйти в серию В, но клуб, хоть и шёл одним из лидеров, занял лишь 5-е место, после чего Сакки был уволен. Затем Сакки целый год работал с молодёжным составом «Фиорентины», которую сделал одним из лидеров молодёжного футбола Италии. А по окончании сезона возвратился в «Римини», который без своего тренера занял лишь 12-е место. Но с приходом Сакки клуб наладил свою игру и занял 4-е место, лишь 5 очков уступив команде, вышедшей в серию В. Любопытно, что когда Сакки ушёл из клуба, «Римини» уже в следующем сезоне вылетел в серию С2.
В 1985 году Сакки пришёл в клуб серии С1 «Парма», в первый же сезон в новой команде Сакки с первого места вывел клуб в серию В. А в начале 1986 года Парма провела два матча с «Миланом»: один — товарищеский, а другой на Кубок Италии на Сан-Сиро, в обоих матчах победу одержала пармезанская команда, средний возраст игроков которой чуть превышал 20 лет. На обеих играх присутствовал новый президент «Милана» Сильвио Берлускони. По окончании сезона, в котором «Парма» заняла наивысшее с 1973 года 7-е место в серии В, Сакки покинул клуб.

### «Милан»
Летом 1987 года Берлускони, уже знакомый с методами работы Сакки, пригласил его к себе в имение, после долгого разговора Сильвио понял, что Сакки — тот человек, который ему нужен, потому что в 1980-е годы в европейском футболе господствовали оборонительные тактики игры, а в футболе авторов «каттеначо» это было ещё более заметно. А Сакки придерживался взглядов диаметрально противоположных, он был сторонником остроатакующей игры, чего и хотел Берлускони, жаждавший не просто побед, но побед, добытых красиво, именно это и предложил Сакки: «Почему он выбрал меня? Я дал себе три ответа: один — мне повезло; два — ему понравилась игра „Пармы“; три — в спорте мы говорим на одном языке».
Сакки сразу поставил «Милану» схему 4-4-2. Концепция футбола заключалась в комбинационности, скорости и атакующей игре, при этом Сакки полностью отказался от так любимой в Италии «математики футбола», то есть требований для игроков чётко выполнять свои функции в игре. «Милан» играл в «высокую» зонную защиту, которую внедрил его предшественник Нильс Лидхольм, действуя с либеро, роль которого выполнял Франко Барези, а расстояния между первой и последней линиями не должно было превышать 25 метров. Атакующие футболисты действовали по ситуации, оказываясь попеременно то слева, то справа, при этом центрфорварды находились очень близко друг к другу, а полузащита располагалась ромбом. Но самым главным в схеме «Милана» Сакки стала чёткая координация действий игроков, постоянное движение футболистов без мяча, прессинг по всему полю и полная универсализация игровых функций на поле, которую он почерпнул у голландцев времён Йохана Кройфа и «тотального футбола», которым он восхищался с детства.
Первоначально пресса и «тиффози» клуба встретили назначение никому не известного тренера удивлением и негодованием. Но вскоре всё изменилось: хоть клуб и вылетел в 1/8 Кубка Италии и 1/16 кубка УЕФА, он по окончании сезона выиграл «скудетто», первый в эпоху Берлускони, на 3 очка опередив самого опасного соперника «Наполи», ведомого Диего Марадоной. Самым удивительным был матч в Неаполе, после которого неаполитанские зрители аплодировали игрокам миланского клуба, выигравшего 3:2. На следующий год «Милан» победил и в Кубке чемпионов, по ходу турнира разгромив в полуфинале «Реал» со счётом 5:0 в домашней встрече, а в финале «Стяуа» 4:0. А также выиграв Суперкубок Италии. Но в чемпионате довольствовался лишь 3-м местом, чемпионом же стал «Интер», а «Наполи» был вторым. Через год «Милан» вновь победил в самом престижном европейском турнире, вместе с ним выиграв европейский суперкубок и межконтинентальный кубок. В чемпионате клуб занял 2-е место, а победу одержал «Наполи». В предпоследнем матче клуб проиграл «Вероне»: в этой встрече, которую судил арбитр Розарио Де Белло, были удалены три игрока «россонери», а перед этим красную карточку получил сам Сакки. Из-за этого поражения «Милан» с первого места откатился на второе, после чего Сакки попросил о своей отставке, которую Берлускони удовлетворил, но из-за боязни, что Сакки перейдёт к конкурентам, попросил повременить с ней ещё на год. За это время клуб повторно завоевал Суперкубок Европы и Межконтинентальный кубок, заняв второе место  в Серии А вслед за «Сампдорией», а в Кубке чемпионов проиграл «Олимпику» из Марселя.
Уход Сакки связывали ещё и с плохими отношениями с самим Берлускони и ведущими игроками. Берлускони часто лез в тренировочный процесс клуба, давал Сакки советы, которых тот не терпел, да и ещё требовал, чтобы эти советы исполнялись. Хотя сам Сакки заявлял, что владелец клуба всегда его слушал и никогда не критиковал. Позже Берлускони сказал: «Я называл его сумасшедшим. И в то же время я думал, что он гений. Потому что сразу понял, что он на день впереди других. Еще на заре моего президентского пути он внес свой вклад в повышение уровня нашего футбола». Конфликты же с игроками заключались в том, что Сакки был чрезвычайно требователен, за малейшую провинность он критиковал игроков, делая это через прессу, что не нравилось ни футболистам, ни Берлускони, который выносить сор из избы не любил. Критиковал Сакки и ведущего форварда команды Марко ван Бастена, особенно это проявилось в последнем сезоне в матче с «Олимпиком» в Кубке чемпионов, а Марко не терпел постоянных упрёков Сакки и его чрезмерной требовательности. Сам Ван Бастен считал, что Сакки не был с ним искренним. Плюс к этому Сакки просил Берлускони продать Рууда Гуллита, говоря, что тот стар и больше ни на что не способен. Много лет спустя Сакки назвал Гуллита символом «его» «Милана».
Многие игроки, и не только голландцы, жаловались на требовательность Сакки, его любимым выражением было: «Тренировка — это тяжелый труд, а во время тяжелого труда — не до смеха». Тренировки Сакки доводили миланских игроков до изнеможения, они были чрезвычайно интенсивны и насыщенны, пока футболисты не отдавали все силы, тренировка не заканчивалась. Игроки отрабатывали все ситуации в игре, вплоть до того, чтобы действия игроков доводились до автоматизма, от атаки до обороны, занятиям в которой Сакки уделял большую часть времени. Тщательно контролировать питание футболистов Не терпел Сакки и критики и неповиновения, из-за них, к примеру, ушёл из клуба игрок «основы» «россонери» Даниеле Массаро, который однажды возмутился по поводу того, что Сакки его заменил во время важного матча. Правда, через год Массаро возвратился в «Милан».
Арриго Сакки: Чтобы выйти на поле, необходимы смирение, собранность, воля к победе и железная тактика. Чтобы выиграть, требуются еще хороший глаз, терпение и немного удачи. Если кого-то не устраивают плохая игра и плохой результат, то пусть ищет себе другую работу.

### Сборная Италии
В 1991 году Сакки был назначен главным тренером сборной Италии. После того как сборная, возглавляемая Адзельо Вичини, часто критиковавшим Сакки за пропагандированный им футбол, даже не смогла выйти из отборочной группы и попасть на Евро-1992, последние, уже ничего не решавшие отборочные матчи Сакки использовал для знакомства с командой. Первая игра «скуадры адзурры» под руководством Сакки состоялась 13 ноября 1991 года против сборной Норвегии (ничья - 1:1). А на первом турнире Кубке США, Италия сыграла 0:0 с Португалией, выиграла 2:0 у Ирландии и сыграла вничью 1:1 с хозяевами соревнования. В октябре 1992 года начался отборочный турнир к чемпионату мира в США, он стартовал матчем со сборной Швейцарии, которая завершилась со счётом 2:2, причём итальянцы ещё за 10 минут до конца матча проигрывали 0:2. Затем была нулевая ничья с шотландцами, «натужная» победа со слабой командой Мальты, победа над Эстонией 2:0, а затем поражение от Швейцарии 0:1, но три победы подряд всё же вывели итальянцев на мундиаль.
Во время отборочных матчей Сакки попал под огонь критики, ему вменяли в вину всё: и то что он не может сделать баланс между атакой и обороной, и то что он тасует состав, и то что Сакки играет по своей любимой схеме, не подстраиваясь под возможности ведущих футболистов. Говорили, что сборная играет так плохо и из-за традиционных изматывающих тренировок Сакки, также критиковали за конфликт с лидером команды Роберто Баджо. Ещё больше критики пресса направила на Сакки непосредственно перед мировым первенством, после того как Италия в товарищеском матче проиграла Франции 0:1 и Германии 1:2. А на самом турнире итальянцы в группе заняли 3-е место при одной победе, поражении и ничьей. А потому вышли с 3-е места, благодаря лучшему количество очков, в сравнении с другими командами. Вышла Италия на Нигерию, которую победила в дополнительное время лишь благодаря игре Роберто Баджо. Тот же футболист принёс победу в 1/4 финала с Испанией и полуфинале с Болгарией. В знаменитом финале с бразильцами, после промаха Барези и неудачи Массаро, промах Баджо в послематчевой серии пенальти закончил её в пользу соперников бразильцев, подарив итальянцам лишь серебро. Но, несмотря на то, что итальянцы достигли лучшего с 1982 года результата, Сакки в Италии вновь был раскритикован, любители атакующего футбола вменяли в вину Сакки отказ от своих принципов (на чемпионате мира сборная весь турнир играла на контратаках), а любители классического «каттеначо» просто поражались неумению Сакки выстроить грамотную, традиционную для Италии, оборону. Однако часть болельщиков была благодарна Сакки за показанный результат.
Арриго Сакки: Лидером команды может быть только тот, кто является ее душой. Мне нужны игроки, которые умеют выполнять любую работу, умеют защищаться и атаковать.
После чемпионата мира, многие лидеры сборной, включая Франко Барези и Мауро Тассотти, покинули сборную, а потому Сакки начал формировать новую команду, он отказался от лучших итальянских игроков серии А , Роберто Манчини, Джанлуки Виалли, Джузеппе Синьори и Роберто Баджо, ситуация с Роберто была самой острой, Сакки буквально возненавидел «хвостика» за решающий промах, и это несмотря на то, что именно Баджо стал тем игроком, который «протащил» Италию в финал. Вместо Баджо Сакки сделал ставку на молодого Алессандро Дель Пьеро, считая что одного «фантазисты» хватит команде. Квалификацию к Евро 1996 итальянцы прошли уверенно, хотя и заняли второе место, набрав одинаковое количество очков с победителями хорватами. Но на самом турнире итальянцы набрали лишь 4 очка и завоевали только 3-е место в группе. Несмотря на поражение Сакки не подал в отставку и руководил сборной еще в двух отборочных играх чемпионата мира. Затем был неудачный товарищеский матч с Боснией (1:2),.по итогам которого Сакки все же покинул национальную команду, соблазнившись предложением Берлускони вывести из кризиса проводивший худший сезон за многие годы «Милан».

### После сборной
После сборной Сакки вернулся в «Милан», но после череды неудач был уволен, заняв с командой лишь 11-е место. 16 июня 1998 года Сакки возглавил «Атлетико», начав с продажи Кристиана Вьери, но через 7 месяцев неудач 14 февраля 1999 года был уволен. В 2000 году Сакки стал работать футбольным консультантом на телевидении Медиасет и вёл колонку в газете La Stampa. 9 мая 2001 года Сакки вновь стал тренером «Пармы», но проработав лишь 3 игры, из-за проблем со здоровьем, связанным с «стрессом и болями в области груди» подал в отставку, работая в клубе в качестве технического директора. 21 декабря 2004 года Сакки ушёл из «Пармы» и в качестве технического директора возглавил мадридский «Реал», но через год, 6 декабря, покинул клуб по причинам личного характера. Позже стало известно, что Сакки захотел покинуть «Реал», потому что не хотел быть его тренером. В 2007 году Сакки стал вести футбольную передачу Контрокампо на канале Италия 1, а в 2008 году стал футбольным обозревателем на канале «Premium Calcio», кроме этого, по четвергам Сакки вёл футбольную передачу на радио. В 2016 году он был постоянным участником передачи Il Grande Match на телеканале Rai 1.

## Личная жизнь
В возрасте 25 лет Сакки женился на Джованне. У них родилось двое дочерей — Симона и Федерика.
В апреле 2008 года суд постановил признать Сакки отцом пятилетней девочки, родившейся от женщины из Брешии.
Сакки известен тем, что совершенно не ест мяса, отдавая предпочтение овощам и рыбе, владеет несколькими видами бизнеса в Милане и провинции, в которой родился, а также обожает кататься на своём сером Порше.

## Достижения

### Командные
«Парма»
- Победитель Серии С1: 1985/86

«Милан»
- Чемпион Италии: 1987/88
- Обладатель Суперкубка Италии: 1988
- Обладатель Кубка европейских чемпионов (2): 1989, 1990
- Обладатель Суперкубка Европы (2): 1989, 1990
- Обладатель Межконтинентального кубка (2): 1989, 1990

Сборная Италии
- Вице-чемпион чемпионата мира: 1994

### Личные
- World Soccer Magazine Лучший тренер года: 1989
- Введён в Зал славы итальянского футбола: 2011
- Лучший тренер в истории футбола — один из 5 тренеров[49], которые вошли в 10 лучших по версии France Football, World Soccer и ESPN[50]:
  - 3 место (France Football): 2019[51]
  - 6 место (World Soccer): 2013[52][53],
  - 6 место (ESPN): 2013[54]
- Обладатель Награды президента УЕФА: 2022